# Östra torget, Jönköping

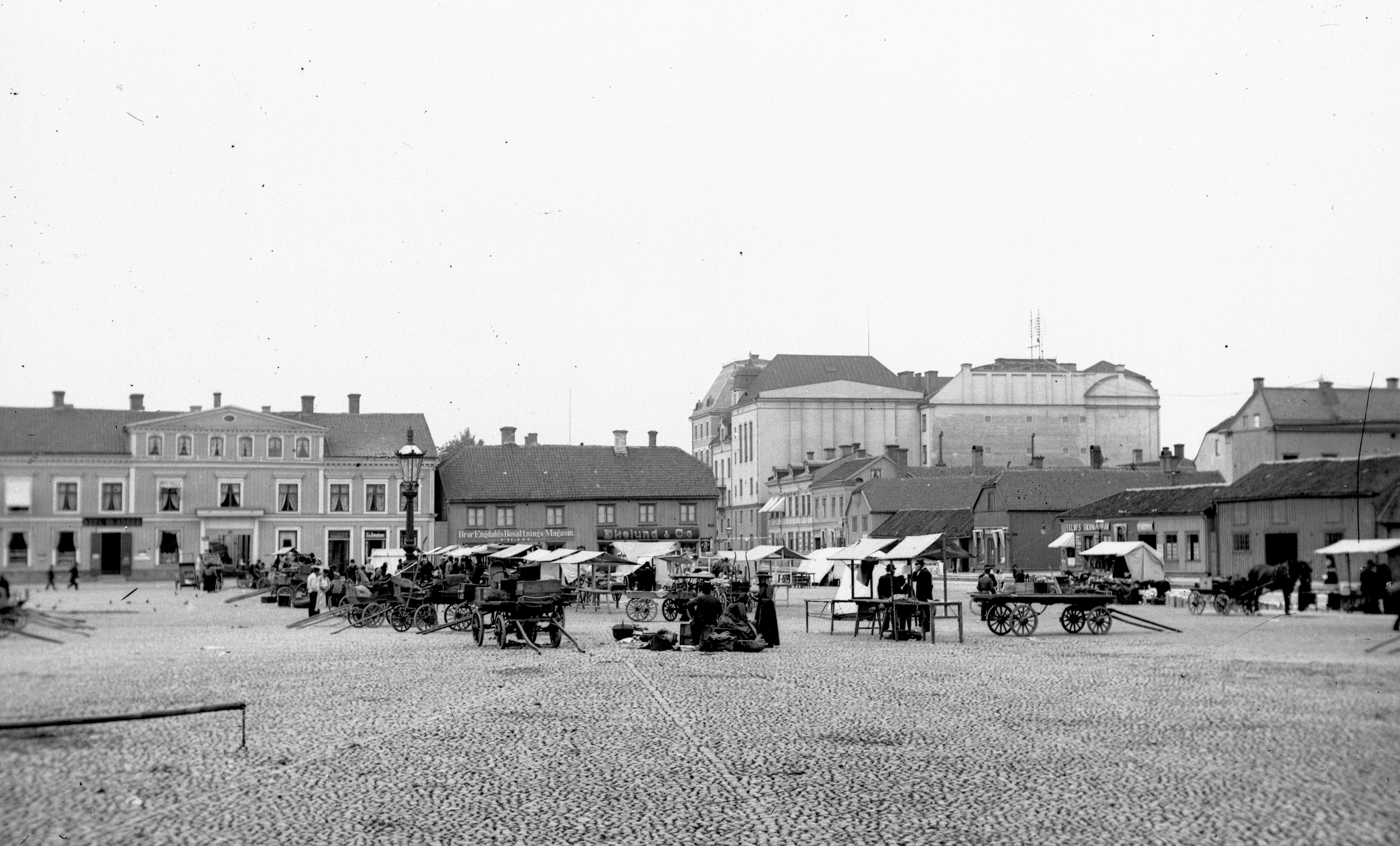
Östra Torget omkring 1915. Bilden är tagen mot torgets västra och norra sidor. Torgets norra sida med Kanalgatan är i bildens högra del. Det höga huset i bakgrunden är brandväggen på baksidan av Jönköpings teater

Östra Torget är ett torg på Öster i Jönköping.

## Historia
Jönköping, som då låg väster om Hamnkanalen, brändes ned 1612 inför en väntad dansk attack. Staden återuppbyggdes från 1620-talet öster om Hamnkanalen på Sanden, sandreveln mellan Vättern och Munksjön, det nuvarande Öster, eller Östra centrum. Det nya stadstorget anlades mellan de nya längsgående huvudstråken Storgatan och Smedjegatan. Det kallades Torget, senare Stora Torget, alternativt Stortorget. Detta ganska lilla torg, det nuvarande Hovrättstorget, kompletterades som central handelsplats av ett nytt torg ett kvarter därifrån, efter det att den tidigare hamnbassängen Breda hamnen fyllts igen 1828–1830. Detta kallades Nya Torget, och omdöptes senare på 1800-talet till Östra torget.
Utmed norra sidan av Östra torget, fram till Hovrättstorget, sträcker sig i dag allén Kanalgatan, där det fram till 1820 fanns en kanal trafikerad av mindre fraktfartyg från Munksjön fram till Breda hamnen. På östra sidan fortsatte kanalen som en dräneringskanal till Vättern.
Kvarteren närmast väster om dåvarande Breda hamnen kallades Tyska maden och kvarteren öster därom Svenska maden. Trakten runt Östra torget, och också Kålgårdsområdet, i söder var under 1900-talets första hälft ett förslummat område. Det var också platsen för Jönköpingskravallerna 1948.

## 2000-talet
Under 2000 talet har Östra torget primärt varit en parkeringsplats med publika laddstolpar för elbilar. Jönköpings kommun och Trafikverket har planer att bygga om Östra torget. Ombyggnaden skulle innebära en gågata med kollektivtrafik och betydligt färre parkeringsplatser.